# Plan de Ayala (Guanajuato)
Plan de Ayala es una localidad del estado mexicano de Guanajuato. Es parte del municipio de León.

## Toponimia
El nombre de la localidad refiere al Plan de Ayala, manifiesto político de la Revolución mexicana.

## Demografía
| Gráfica de evolución demográfica |
|                                  |

| Censo | Población |
| ----- | --------- |
| 1900  | 1 076     |
| 1910  | 994       |
| 1921  | 936       |
| 1930  | 926       |
| 1940  | 912       |
| 1950  | 1 009     |
| 1960  | 1 701     |
| 1970  | 2 831     |
| 1980  | 2 066     |
| 1990  | 3 673     |
| 2000  | 4 543     |
| 2010  | 5 134     |
| 2020  | 5 530     |